# Seulangai
Seulangai is een bestuurslaag in het regentschap Aceh Besar van de provincie Atjeh, Indonesië. Seulangai telt 237 inwoners (volkstelling 2010).